# Петър Славов-син
Вижте пояснителната страница за други личности с името Петър Славов.
Петър Славов – син е български джаз музикант – контрабасист, композитор и аранжор, един от най-популярните български джазмени на съвременната световна джаз-сцена. Носител на престижни награди, предпочитан партньор на музиканти като Куинси Джоунс, Джо Ловано, Алфредо Родригез и др.

## Биография
Петър Славов – син е роден през 1975 г. Син е на българския барабанист Петър Славов и на Ася Чендова – журналист и филолог. Племенник е на журналиста Чавдар Чендов. Първите си стъпки в музиката Петър Славов – син прави на пианото. По-късно, под влияние на баща си, започва да свири на класически контрабас, с който е приет в Националното музикално училище „Любомир Пипков“ в София. Още като ученик в музикалното училище Славов започва да опитва силите си в областта на джаза. Първите му професионални изяви са с тромпетиста Михаил Йосифов, саксофониста Владимир Карпаров, барабаниста Димитър Димитров, пианиста Кирил Атанасов и други.
През 1994 г. е приет в Националната музикална академия „Проф. Панчо Владигеров“, а през 1998 г. получава стипендия от Berklee College of Music в Бостън, САЩ (Музикален колеж Бърклий).
Като студент в Berklee получава наградата „John Neves“ на департамента по бас.
Завършва през 2002 г. с пълна стипендия, а от 2006 г. живее и работи в Ню Йорк.

## Професионална кариера
Преди да се премести в САЩ, Славов свири и записва с изявените български джаз музиканти Антони Дончев, Христо Йоцов, триото „Акустична Версия“, Симеон Щерев (музикант), Румен Тосков и други.
От 1999 г. насам работи с някои от най-големите имена на световната сцена: Куинси Джоунс, Джо Ловано, Чучо Валдес, Джордж Гарзоун, Кевин Махогани, Симон Шахийн, Данило Перез, Есперанца Спалдинг, Алфредо Родригез, Ели Деджибри, Сам Йахел и много други.
Свирил е на някои от най-престижните сцени в над 30 държави на 5 континента.

## Награди
През 1997 г. печели наградата за композиция на пловдивския джаз фестивал.
През 2001 г. получава наградата „John Neves“ на департамента по бас на Berklee College of Music.
През 2012 г. групата на Джо Ловано – „US Five“, в която Славов участва, получава наградата на Асоциацията на американските джаз журналисти (JJA) за най-добра група на годината.
През 2015 г. аранжиментът на Алфредо Родригес на „Гуантанамера“, в чиито запис Петър Славов участва, е номиниран за награда „Грами“

## Преподавателска дейност
Славов е изнасял майсторски класове и лекции в Universidad Veracruzana – Мексико; Berklee College of Music – САЩ; University of Maryland – САЩ; Mahidol University – Тайланд; Нов български университет – България.

## Частична дискография
- Акустична версия – „Дум-Ба-Та“, 1999 г.
- Aruan Ortiz Trio – „Vol. 1“, 2004 г.
- Francisco Mela – „Melao“, 2005 г.
- Асен Дойкин – „Meandering Road“, 2007 г.
- Warren Wolf – „Raw“, 2008 г.
- Open Ended – „Open Ended“, 2012 г.
- Joe Lovano – „Cross Culture“, 2013 г.
- Alfredo Rodriguez – „The Invasion Parade“, 2014 г.
- The Bulchemists – „Bulchemistry“, 2014 г.
- Patrick Cornelius – „While We're Still Young“, 2016 г.
- Петър Славов – „Little Stories“, 2019 г.